# Arbuckle
Arbuckle é uma Região censo-designada localizada no Estado americano da Califórnia, no Condado de Colusa.

## Geografia
A área total da cidade é de 3,6 km² (1,4 mi²), sendo tudo coberto por terra.

## Demografia
De acordo com o censo de 2000, a densidade populacional é de 652,5/km² (1695,3/mi²) entre os 2332 habitantes, distribuídos da seguinte forma:
- 50,21% caucasianos
- 0,17% afro-americanos
- 2,10% nativo americanos
- 0,47% asiáticos
- 0,09% nativos de ilhas do Pacífico
- 40,44% outros
- 6,52% mestiços
- 70,75% latinos

Existem 533 famílias na cidade, e a quantidade média de pessoas por residência é de 3,59 pessoas.

## Localidades na vizinhança
O diagrama seguinte representa as localidades num raio de 40 km ao redor de Arbuckle. 